# Vytautas Vigelis
Vytautas Vigelis (* 22. August 1959 in Telšiai) ist ein litauischer sozialliberaler Politiker, ehemaliger Vizeminister.

## Leben
Nach dem Abitur 1978 an der Mittelschule absolvierte Vigelis 1983 das Diplomstudium an der Fakultät Klaipėda der Musik- und Theaterakademie Litauens und danach an der Mykolas-Romer-Universität in Vilnius. 1983 arbeitete er im Kulturhaus Švenčionys und danach als Lehrer in Baliuliai. 1986 war er stellvertretender Schuldirektor in Reškutėnai und ab 1996 Bürgermeister der Rajongemeinde Švenčionys. Im Juli 2015 war er litauischer Vizekultusminister, Stellvertreter von Šarūnas Birutis im Kabinett Butkevičius.
Vigelis ist Mitglied der Darbo partija. Ab 1993 war er Mitglied der Liberalen Union Litauens, ab 1999 der sozialliberalen Neuen Union.